# Spomenko Bošnjak
Spomenko Bošnjak (18 luglio 1973) è un ex calciatore bosniaco, di ruolo difensore.

## Carriera

### Club
Ha giocato nella massima serie croata, in quella ucraina ed in quella bosniaca.

### Nazionale
Nel 2002 ha giocato due partite con la nazionale bosniaca.

## Palmarès

### Club

#### Competizioni nazionali
- Campionato bosniaco: 1

Široki Brijeg: 2005-2006